# Джусмамбетов, Кадыралы
Кадыралы́ Джусмамбе́тов (кирг. Кадыралы Жүзмамбетов; 1887 год, село Саз — 1972 год, село Саз, Ак-Талинский район, Нарынская область) — коневод, старший табунщик колхоза «Жениш» Акталинского района Тянь-Шаньской области, Киргизская ССР. Герой Социалистического Труда (1949).

## Биография
Родился в 1887 году в крестьянской семье в селе Саз (ныне — Ак-Талинский район Нарынской области).
С 1937 года — табунщик, старший табунщик колхоза «Жениш» Акталинского района.
В 1948 году бригада Кадыралы Джусмамбетова вырастила 59 жеребят от 59 кобыл. Указом Президиума Верховного Совета СССР от 29 июля 1949 года удостоен звания Героя Социалистического Труда с вручением ордена Ленина и золотой медали «Серп и Молот».
С 1969 года - персональный пенсионер союзного значения.
Проживал в родном селе, где скончался в 1972 году.
Память
В селе Баетово установлен бюст Кадыралы Джусмамбетова.